# Catocala roseata
Catocala roseata är en fjärilsart som beskrevs av Samuel E. Cassino 1919. Catocala roseata ingår i släktet Catocala och familjen nattflyn. Inga underarter finns listade i Catalogue of Life.